# Zigera pagana
Zigera pagana är en fjärilsart som beskrevs av Swinhoe 1901. Zigera pagana ingår i släktet Zigera och familjen nattflyn. Inga underarter finns listade i Catalogue of Life.